# La suspense del riso
La suspense del riso è una serie di romanzi giallo-comici di Carlo Manzoni. La serie nasce come parodia di Mike Hammer e dei romanzi hard boiled dell'americano Mickey Spillane, che cominciarono a circolare e avere successo in Italia negli anni 50.
I protagonisti della serie sono il detective Chico Pipa e il cane poliziotto Gregorio Scarta i quali, amanti del bourbon e dei begli esemplari dell'altro sesso, si trovano a indagare su casi di omicidio dovendo battersi con la competitività del tenente Tram e del sergente Caucciù della squadra omicidi, al pari di Mike Hammer.
Chico Pipa è un fusto alto più di 1 metro e 82 e con i capelli rossi e guida una Blimbust targata my 3356 sulle strade di una città che ricorda le metropoli degli Stati Uniti, anche se è costellata di luoghi e locali dal sapore nostrano.

## Personaggi principali
- Chico Pipa, diminutivo di Chicomanda Pipa[4], è un investigatore privato con un debole per il bourbon e le belle donne. Insieme al suo socio è il titolare dell'"Agenzia Investigativa Chico Pipa e Gregorio Scarta"[5] al numero 8 della 12ª Strada[6]. Ha l'abitudine di inventare nomignoli per tutti i personaggi che incontra durante le sue investigazioni.
- Greg, diminutivo di Gregorio Scarta, socio di Chico Pipa, è un brillante cane poliziotto che aiuta Chico in tutte le sue indagini. Come il suo socio, ha un debole per il bourbon e per le cagnette con la coda lunga.
- Tenente Tram, comandante della squadra Omicidi. Nelle sue indagini si imbatte in Chico Pipa molto più spesso di quanto vorrebbe e minaccia spesso di sbatterlo in galera, ma alla fine accetta l'aiuto del Pipa alla risoluzione dei casi.
- Sergente Caucciù, braccio destro del tenente Tram. Meno brillante del suo capo, soffre molto la competizione con il Pipa col quale si scambia una serie infinita di dispetti.
- Dottor Tell, della Scientifica.

## Elenco delle storie
La serie è costituita dai seguenti romanzi:
1. Carlo Manzoni, Ti spacco il muso, bimba!, Milano, Rizzoli, 1959.
2. Carlo Manzoni, Io, quella la faccio a fette!, Milano, Rizzoli, 1960.
3. Carlo Manzoni, Che pioggia di sberle, bambola!, Milano, Rizzoli, 1961.
4. Carlo Manzoni, Un colpo in testa e sei più bella, angelo!, Milano, Rizzoli, 1961.
5. Carlo Manzoni, Ti svito le tonsille, piccola!, Milano, Rizzoli, 1962.
6. Carlo Manzoni, Ti faccio un occhio nero e un occhio blu, Milano, Rizzoli, 1962.
7. Carlo Manzoni, Un calcio di rigor sul tuo bel muso, Milano, Rizzoli, 1963.
8. Carlo Manzoni, Pancia da schiaffi, Milano, Rizzoli, 1963.
9. Carlo Manzoni, Ti stiro i connotati, tesoro, Milano, Rizzoli, 1964.
10. Carlo Manzoni, Con un bacio ti brucio, Milano, Rizzoli, 1968.

## Riassunto delle trame

### Ti spacco il muso, bimba!

#### Altri personaggi
- Duarda, rossa di capelli con gli occhi verdi, è la misteriosa cliente del Pipa.
- Dan Paranco, è il facoltoso proprietario di una fabbrica di barometri.
- Lida Paranco, bionda con gli occhi viola e detta la Vedova Copiativa, è la moglie di Dan.
- Dick Catrame, tipo losco che gioca a Poker alla Tromba Verde.
- Domenico Il Molle, autista di Blu Catarro.
- Blu Catarro, importante malavitoso proprietario del night-club Il Moreno.
- Afdero Trumma, vecchietto morto trovato nell'ufficio del Pipa.
- Capitano Ecchemé, dell'Ufficio Persone Scomparse.
- At Zafferano, detto il Giallo, guardia del corpo di Blu Catarro.
- Jim Stecchino, detto il Secco, proprietario della SEF, Società Esportazione Formichieri.

#### Edizioni
- Carlo Manzoni, Ti spacco il muso, bimba!, Roma - Napoli, Edizioni Theoria s.r.l., 1989  [1959],  p. 201, ISBN 88-241-0151-8.

#### Trama
Risvegliato dal telefono dopo una sbronza colossale della sera prima, Chico Pipa si ritrova con in mano 500 biglietti da mille per un incarico che ha accettato per conto di Duarda. Solo che non si ricorda più chi sia Duarda, né quale sia l'incarico che ha accettato. Unico indizio, un pezzo di carta igienica con su scritto un indirizzo - 47a Strada 432 B - con un rossetto che sa di ciclamino.

Durante il tragitto verso l'indirizzo misterioso, il Pipa viene seguito da un ciccione con gli occhi gialli alla guida di una Frolley nera del 1949 che a un certo punto lo minaccia con una pistola: il Pipa gli strappa un orecchio, lo mette fuori gioco e si rimette in strada. Raggiunto l'indirizzo, il Pipa trova un villino apparentemente disabitato in una lussuosa zona residenziale: entratovi, si trova davanti un cadavere con una sigaretta ancora accesa tra le dita e mentre sta cercando di capire cosa sta succedendo, una bionda entra nella stanza e sviene. Dopo pochi minuti arriva sul posto la Squadra Omicidi, alla quale la bionda dichiara di essere Lida Paranco, la padrona di casa, che il morto è suo marito Dan e che l'assassino è il Pipa.

Portato in Centrale, il Pipa fatica a spiegare al tenente Tram e al sergente Caucciù la situazione in cui si è cacciato, tanto che rischia di finire in galera come sospettato. Allora fugge dalla Centrale per poter continuare le sue indagini, e presto la sua posizione si alleggerisce quando si scopre che Dan Parancp si è suicidato. Purtroppo un nuovo tipo losco viene ammazzato sulla sua auto, e il Pipa deve nuovamente scappare alla Polizia.

Recatosi nuovamente al villino dei Paranco, il Pipa si imbatte in Lida che è in procinto di far le valigie e scappare precipitosamente. La interroga, ma viene interrotto da un nuovo arrivo della Polizia, sulle tracce di Lida. Il tenente Tram gli rivela che il morto trovato sulla sua Blimbust è DOmenico Il Molle, uno degli autisti di Blu Catarro. Il Pipa riprende le indagini, anche se si ritrova l'ufficio visitato da sconosciuti, che hanno messo tutto a soqquadro e lasciato un improbabile cadavere. Anche questa volta il Pipa riesce a chiarire la sua estraneità ai fatti. Tornato nel suo ufficio, riesce finalmente a interrogare Lida e a trovare l'indirizzo di Duarda ma, recatosi là, viene assalito dal Secco e dal Giallo, che tentano di farlo fuori. Ma finalmente il Pipa comincia a capire i ruoli che, nel complicato caso, hanno il Secco e il Giallo, la Vedova Copiativa, Duarda e il night-club il Moreno. 

#### Luoghi e posti citati nel libro
- 47a Strada 432 B: è l'indirizzo del villino dei Paranco.
- Il Moreno: è un dancing di proprietà di Blu Catarro, nei cui locali superiori si gioca d'azzardo.
- La Tromba Verde: è un bar nei pressi della casa di Chico Pipa, dove lavora Jim detto Gool.
- Baraccone: è un'osteria nei pressi dello scalo bar nei pressi della casa di Chico Pipa, dove lavora Jim detto Gool.
- Parco delle Frittelle e Museo delle Farfalle: si trovano sulla 27ª Strada.
- Ristrett Express: è un quotidiano locale.
- Fritto e Frutta: è un locale in cui si può mangiare ottimo pesce e frutta.
- Torrebruna, app.611: grattacielo di 18 piani di appartamenti di lusso, è l'indirizzo di Duarda.
- 14a Strada 108: è l'indirizzo della SEF, Società Esportazione Formichieri.
- Il Gallo Soldato: locale in cui ha inizio la storia.

### Che pioggia di sberle, bambola!

#### Altri personaggi
- Bàula Nofer Pifer, detta Mattino d'Autunno, famosa tennista bionda con gli occhi grigi, che un giorno si presenta al malfamato Rana d'Oro per cercare qualcuno cui affidare un misterioso incarico.
- Signor Nofer Pifer, padre di Mattino d'Autunno, facoltoso socio del Circolo del Golf di Punta Bamba, con la fissa di vincere la prestigiosa "Coppa Cereale".
- Gola Nofer Pifer, seconda moglie di Nofer Pifer e matrigna di Bàula.
- Ingegner Assurdo Nollea, altro socio del Circolo del Golf di Punta Bamba e temibile avversario del signor Nofer Pifer.
- Piega dei Pantaloni, segretario del Circolo del Golf di Punta Bamba e giudice di gara.
- Semola, barista con i baffetti della Rana d'Oro, che sta dietro il banco di un bar malfamato in cui finisce il Pipa.
- Zodiaco, elegantone con il muso a punta della ghenga della Rana d'Oro, che accetta l'incarico da Mattino d'Autunno.
- Tendina Nera, un tipo della ghenga della Rana d'Oro, magro con una benda nera sull'occhio destro.
- Pancia di Ferro, un pancione della ghenga della Rana d'Oro, che sistema gli avversari avanzando come un carro armato e schiacciandoli con la pancia.
- Sonno, un tipo della ghenga della Rana d'Oro, con una maglietta gialla e un carro da morto tatuato sul braccio destro, che russa sempre, anche se è sveglio.

#### Edizioni
- Carlo Manzoni, Che pioggia di sberle, bambola!, Roma - Napoli, Edizioni Theoria s.r.l., 1989  [1961],  p. 183, ISBN 88-241-0152-6.

#### Trama
Greg è ricoverato in ospedale per l'operazione di appendicite e Chico Pipa, un po' depresso per la solitudine, si consola facendo un giro di bar malfamati in uno dei quali, la Rana d'Oro, si imbatte in una bionda bellissima, Mattino d'Autunno, alla ricerca di qualcuno che le svolga un certo incarico. Colpito dalla ragazza, il Pipa si intromette tra lei e lo Zodiaco ma a questo punto la ghenga del bar - tra cui Tendina Nera e Sonno - si coalizza contro di lui e il Pipa ha la peggio e ne esce con le ossa rotte. Tendina Nera e Sonno portano il Pipa in mezzo a un bosco, abbandonandolo là con le gomme a terra.

Al suo risveglio, il Pipa riesce faticosamente a rimettersi in sesto. Rubacchiando qualcosa da mangiare a dei campeggiatori presenti in zona, il Pipa trova una foto su un giornale di Mattino d'Autunno, scoprendo che è una famosa tennista che vive a Punta Bamba, località molto esclusiva. Recatosi là, il Pipa scorge uno sconvolto Zodiaco fuggire dal Circolo del Golf. Entrato al Circolo, scopre sul campo da golf il cadavere di Gola Nofer Piper. Ben presto arrivano sul posto il tenente Tram con Caucciù e il dottor Tell e, fiutando guai, il Pipa se ne va. Tornato in ufficio, il Pipa trova Greg, scappato dall'ospedale, in compagnia di Mattino d'Autunno: la ragazza vuole che il Pipa indaghi sulla sua matrigna perché sospetta che lei voglia uccidere suo padre, con il letale veleno di una pianta tropicale che cresce nelle isole Berenici. Il Pipa non ha ancora chiaro il quadro della vicenda, né che tipo di incarico Mattino d'Autunno abbia affidato allo Zodiaco; per regolare i conti con la ghenga, si reca alla Rana d'Oro insieme a Greg: dopo aver torchiato Tendina Nera parte alla ricerca dello Zodiaco, solo che lo trova morto all'obitorio.

Un incontro con Tram alla Centrale comincia a chiarire alcuni punti oscuri, dopodiché il Pipa parte sulle tracce di Mattino d'Autunno con la quale riesce ad avere un colloquio chiarificatore; il cameriere di casa Nofer Piper, Andropulos, fornirà al Pipa il quadro completo dell'intricata vicenda.

#### Luoghi e posti citati nel libro
- La Rana d'Oro: bar malfamato in un posto non meglio precisato in città, nel quale il Pipa fa la conoscenza di Mattino d'Autunno e della Ghenga dello Zodiaco.
- Punta Bamba: quartiere esclusivo appena fuori città, che ospita un esclusivo Circolo del Golf.

### Un colpo in testa e sei più bella, angelo!

#### Altri personaggi
- Mauro Partitavintus, detto Speriamo che Piova, proprietario della più grande fabbrica di ombrelli del paese.
- Ettore, detto Galateo, autista di Partitavintus.
- Cecilia Noster, detta Testina d'Oro, segretaria di Partitavintus.
- Eden Cimurro, braccio destro di Partitavintus.
- Dilla Alberello, detta Marmellata di Ciliegie, ex segretaria e ora moglie di Partitavintus.
- Ted Spartiacque, detto Punto o Denti di Cavallo, pericoloso malvivente con la faccia da cavallo.
- Dick Semolina, detto Virgola, grasso compagno di Punto, con in bocca sempre un bastoncino di liquerizia.
- Bobò Finallazeta, archivista del "Sole di Mezzanotte".

#### Edizioni
- Carlo Manzoni, Un colpo in testa e sei più bella, angelo!, Roma - Napoli, Edizioni Theoria s.r.l., 1991  [1961],  p. 169, ISBN 88-241-0208-5.

#### Trama
È un periodo di magra per Chico Pipa, che da qualche mese non ha più offerte di lavoro. Un giorno si presenta nella sua agenzia l'autista di Mauro Partitavintus, ricco industriale proprietario di una grossa fabbrica di ombrelli, che lo invita dal suo principale per un'offerta di lavoro. Mentre Greg si reca al Pipistrello a trovare Fernanda, una cagnetta con la coda lunga, il Pipa accetta di andare da Partitavintus ma, saputo che si tratterebbe di investigare su un caso di tradimento da parte della moglie, rifiuta e se ne va.

Tornato in ufficio, lo aspetta una sorpresa: due tipacci, Punto e Virgola, lo stanno aspettando per assicurarsi che si tenga alla larga dagli affari di Partitavintus. Questo basta al Pipa per convincersi a fare qualche indagine sul caso, e per questo va a trovare il suo amico Bobò Finallazeta, archivista del quotidiano "Sole di Mezzanotte". Raccolte alcune informazioni su Speriamo che Piova, il Pipa si mette alla ricerca di Greg, anche se il suo socio sembra sparito.

Tornato a casa, il Pipa riceve una visita inaspettata dal tenente Tram e dal sergente Caucciù, furibondi perché Greg si è presentato alla Centrale di Polizia con un bastoncino di liquerizia in bocca, a cercare nello schedario notizie di un eventuale pregiudicato che ne faccia uso. Al tentativo di Tram e Caucciù di interrogarlo, Greg ha fatto il diavolo a quattro ed è quindi finito dietro le sbarre. Punto e Virgola, comunque, sono vecchie conoscenze della polizia e viene fuori che lavorano alla fabbrica degli ombrelli, ma che dal giorno prima non si sono presentati al lavoro.

L'indomani il Pipa si presenta alla fabbrica degli ombrelli, dove riceve l'anticipo per il caso. Mentre aspetta l'arrivo del signor Partitavintus però, scorge alcuni bastoncini di liquerizia nella borsetta di Testina d'Oro. In quel mentre arriva Galateo che, sconvolto, racconta che il suo datore di lavoro è stato ucciso con un colpo di pistola alla tempia. Il Pipa si precipita al 120 di viale Alberto Anastasia per dare un'occhiata, e trova che il signor Partitavintus si è apparentemente sparato alla tempia all'interno dell'ascensore, fermo tra il secondo e il terzo piano della palazzina. Mentre sta osservando l'ascensore al terzo piano, qualcuno esce dall'appartamento di Partitavintus e colpisce alle spalle il Pipa. Creduto morto, viene portato all'obitorio insieme a Partitavintus, dove si sveglia di fronte a uno sbigottito dottor Tell. Chiaritosi con il tenente Tram, il Pipa fa uscire di cella Greg e poi riparte per l'appartamento dei Partitavintus. Iniziano le indagini sulla strana morte di Speriamo che Piova, durante le quali il Pipa fa la conoscenza della signora Partitavintus, mette Greg alle costole di Eden Cimurro e fa un salto alla fabbrica di ombrelli dove, sulle tracce di Testina d'Oro, si imbatte in Punto e Virgola. Una telefonata con il tenente Tram, e Pipa e Testina d'Oro si recano a casa dei Partitavintus dove Greg, che ha messo le zampe sulla borsa di Speriamo che Piova, ha radunato tutti i personaggi per svelare la soluzione finale del crimine.

#### Luoghi e posti citati nel libro
- "Sole di Mezzanotte": è il più importante quotidiano locale in città.
- "Pipistrello": bar vicino alla casa di Chico Pipa, aperto tutta la notte, col proprietario Ercole e Fernanda, cagnetta con la coda lunga.
- viale Alberto Anastasia 120: è l'indirizzo dell'appartamento dei Partitavintus, al 3º e 4º piano.
- "Bidone Blu": locale notturno in cui Marmellata di Ciliegie passa la notte in cui muore suo marito.

### Ti svito le tonsille, piccola!

#### Altri personaggi
- Magigia Ines, detta la Vecchietta Tascabile o la Nonna Tascabile, è la cliente di Chico e Greg, ai quali chiede di scoprire chi e perché ha avvelenato il suo adorato cane Sebastiano.
- Ghiro Foce, detto Schiaccianoci, ricco nipote della Vecchietta Tascabile.
- Ria Foce, detta Burro, moglie di Ghiro nera di capelli.
- Prosa, detta Carta da Zucchero, bionda segretaria dei Foce e figlia del loro giardiniere.
- Dai, fidanzato e promesso sposo di Carta da Zucchero.
- Caloferne, detto Testa di Caviale, maggiordomo dei Foce.
- Magari, padre di Carta da Zucchero e giardiniere dei Foce.
- Nichelio, chimico della "Ponci e Pancia", amico di gioventù di Chico Pipa.
- Bobò Finallazeta, archivista del "Sole di Mezzanotte".

#### Edizioni
- Carlo Manzoni, Ti svito le tonsille, piccola!, Roma - Napoli, Edizioni Theoria s.r.l., 1992  [1962],  p. 180, ISBN 88-241-0302-2.

#### Trama
Il Pipa e Greg ricevono una visita di un'anziana signora, la Nonna Tascabile, che è stata diretta nell'ufficio dei due dalla polizia per un caso inesistente.
I due investigatori accettano comunque il caso, e Greg torna a casa con la vecchietta per cominciare le indagini. Il Pipa si reca a casa della vecchietta, la quale abita nella stessa palazzina dei nipoti Ghiro e Ria Foce, e nella quale vivono anche il giardiniere Magari con sua figlia Prosa, segretaria di Ghiro e Ria. I coniugi Foce fanno parte dell'alta borghesia della città, e l'abitazione di via Siegel è aperta all'alta società che ne approfitta per incontrarsi e fare affari; durante la visita del Pipa si scopre che un prezioso quadro dello scultore Luciofontana ha un foro in più rispetto a quelli fatti dall'artista, e che il foro in questione è stato fatto da un proiettile.

Dove c'è il foro di un proiettile, un proiettile dev'essere stato sparato: di conseguenza Chico Pipa comincia un'indagine che lo porterà a scoprire intrallazzi amorosi e gelosie, cadaveri scomparsi e a rischiare di essere fatto fuori in almeno due occasioni. Il tutto mentre, sullo sfondo, Greg scopre indizi fondamentali per svelare i giri loschi di casa Foce e cosa ne è stato di Sebastiano, il cane scomparso.

#### Luoghi e posti citati nel libro
- Via Siegel: è l'indirizzo di casa Foce.
- "Sole di Mezzanotte": è il più importante quotidiano locale in città.
- "Pipistrello": bar vicino alla casa di Chico Pipa, aperto tutta la notte, col proprietario Ercole e Fernanda, cagnetta con la coda lunga.
- "Se dici due": tavola calda con le sedie fredde così la gente mangia e se ne va in fretta.
- "Le Manette": bar-tavola calda di fronte alla Centrale di Polizia.